# Hadralebra laticeps
Hadralebra laticeps är en insektsart som först beskrevs av Henry Fairfield Osborn 1928.  Hadralebra laticeps ingår i släktet Hadralebra och familjen dvärgstritar.
Artens utbredningsområde är Bolivia. Inga underarter finns listade i Catalogue of Life.